# Битва біля Рябої Могили
Битва біля Рябої Могили — битва російсько-турецької війни 1768—1774 років, яка відбулась біля кургану Ряба Могила, розташованого на правому березі Прута, 17 (28) червня 1770 року.

## Хід битви
22 червня 1770 року російська армія під командуванням П. О. Румянцева (38-39 тис. чоловік, 115 гармат) зосередилась на східному березі Прута, навпроти укріплених позицій турецько-татарських військ (22 тисячі турків, 50 тисяч татар, 44 гармати), якими командував кримський хан Каплан I Ґерай. Незважаючи на чисельну перевагу противника, Румянцев вирішив захопити укріплені позиції раптовою атакою. Для цього він розділив армію на 4 великі загони. Загони Румянцева (головні сили) та Ф. В. Бауера мали здійснювати фронтальну атаку, а загони генералів Потьомкіна та М. В. Репніна (з кіннотою генерала І. П. Салтикова) мали завдати удари у фланг та тил.
На світанку 28 червня, здійснивши раптовий марш-маневр, російські війська почали штурм. Активні дії загонів Бауера та Румянцева відволікли увагу противника, що дозволило загонам Потьомкіна та Репніна зайти у фланг та тил укріпленої позиції та створити загрозу її оточення. Злякавшись загрози оточення, хан відступив. Турецько-татарські війська втратили близько 400 осіб, російська армія — 46 осіб.

## Наслідки
Битва біля Рябої Могили була фактично невеликою сутичкою, але прославилась завдяки застосуванню Румянцевим нових тактичних прийомів. Румянцев вперше у ході степових походів російської армії застосував дивізіонне каре, не побоявшись розділити війська. До цього російська армія у боротьбі з ворогом, який мав багато кінноти (турки і татари) використовувала єдине армійське каре. Крім того, Румянцев відмовився від застосування загороджувальних рогаток, щоб підвищити мобільність військ та збільшити силу залпу (до цього частина солдатів використовувалась для перенесення рогаток і не вела вогонь). Тепер для прикриття піхоти активно використовувалась артилерія, піхотинці зустрічали ворога залпами рушниць та виставляли штики. Ці нововведення підвищили мобільність військ, зробили дії російської армії швидшими, рішучішими і більш атакувальними.